# Ян Ломницький
Ломніцький Ян-Еміліан (пол. Łomnicki Jan Emilian; 30 червня 1929, Підгайці — 19 грудня 2002, Варшава) — польський режисер і кіносценарист.
Брат польського актора Тадеуша Ломницького.

## Біографія
Ян Ломницький народився в Підгайцях поблизу Львова, в родині Маріана (помер 1942 р.), поштового службовця, та Ядвіги (померла 1974 р.), вчительки. Брат актора Тадеуша Ломніцького. Після початку Другої світової війни разом із родиною був переселений на Захід, до Дебиці, а згодом до Кракова . Вивчав право в Ягеллонському університеті та Вищій школі соціальних наук при ЦК ПЗПР. У 1954 році закінчив факультет режисури Державної вищої школи кіно, телебачення і театру імені Леона Шиллера в Лодзі, а в 1957 році отримав диплом. Під час навчання в Лодзькій кіношколі створив неформальну групу під назвою «Колектив», до якої також належали Станіслав Барея, Януш Вейхерт, Януш Моргенштерн, Лех Лорентович і Казімєж Куц. На початку навчання його мали виключити з університету за витівку, яка полягала в скороченні маршруту під час маршу, що мав на меті фізичну підготовку, але набув політичного значення. Оскільки до участі в цій витівці зізнався також Барея, від такої суворої санкції відмовилися. Виключення двох осіб з університету могло б викликати більший інтерес до навчального закладу з боку УБП в Лодзі .
У 1989–1991 роках був членом Комітету кінематографії. Як режисер дебютував у 1954 році короткометражним документальним фільмом «Земля чекає», в якому агітував за поселення на відвойованих землях. У наступні роки зняв низку інших документальних фільмів, серед яких найбільше визнання здобув фільм «Narodziny statku» (1961), що отримав численні міжнародні нагороди і розповідає про завершальні роботи з монтажу та спуску на воду корабля в Гданській верфі. У 1963 році зняв свій перший ігровий фільм — драму «Придане», в якій свою першу головну роль у кар'єрі зіграв Роман Вільгельмі. У своїх пізніших фільмах він часто порушував військову тематику; серед них були «Врятувати місто» (1976), «Акція під Арсеналом» (1977) та «Ще тільки цей ліс» (1991). У фільмах «Велика облава» (1992) та «Щур» (1994), знятих у 90-х роках XX століття, він порушував сучасну тематику, описуючи нову польську реальність після падіння комунізму та мінливі цінності і звичаї. Однак найбільшу популярність і визнання йому приніс 25-серійний серіал «Дом», зйомки якого з перервами тривали 20 років. Серіал, що розповідає про повоєнні долі мешканців варшавського будинку, вже багато років користується незмінним інтересом глядачів.
Помер 18 грудня 2002 року після тривалої і важкої хвороби в лікарні у Варшаві-Аніні. Похований на Повонзківський кладовищі у Варшаві (квартал 131-5-12) .

## Особисте життя
Був чоловіком Данути з роду Пілсудських герба Костяша (нар. 1938). 
Його сином є режисер Марцін Миколай Ломницький (нар. 1958), а дочкою – Ядвіга (нар. 1982).

## Фільмографія
- Щур 1994 (Szczur)
- Великий провал 1992 (Wielka wsypa)
- Не тільки той ліс 1991 (Jeszcze tylko ten las)
- Модзієвська (мінісеріал) 1990 (Modrzejewska)
- Ріка брехні (мінісеріал) 1987 (Rzeka klamstwa)
- Дім 1980 (Dom)
- Акція під Арсеналом 1977 (Akcja pod Arsenalem)
- Врятувати місто 1976
- Нагороди та відзнаки 1973 (Nagrody i odznaczenia)
- Ковзання 1972 (Poslizg)
- Пан Додек 1970 (Pan Dodek)
- Cyrograf dojrzalosci 1970
- Тост 1969 (Toast)
- Контрибуція 1966 (Kontrybucja)
- Приданне 1963 (Wiano)
- Маестро Никифор 1956 (Mistrz Nikifor)
- Злий хлопчик 1951 (Zly chlopiec)

## Нагороди
- Хрест Ордена Відродження Польщі (1975).
- За режисуру телесеріалу «Дім» отримав відзнаку «Золотий Екран» (1989).[2][3]